# Hernando Fabio Martínez
Hernando Fabio Martínez (Barranquilla, Atlántico, Colombia; 18 de enero de 1974) es un técnico colombiano.

## Trayectoria
Fue futbolista entre los años de 1995-1997 en el Envigado F.C bajo la dirección técnica de Gabriel Jaime Gómez. Comenzó su carrera como director técnico en las divisiones menores del Deportes Tolima con las cuales logró un Torneo Nacional de Fútbol (Categoría Sub-20) en el 2013. En el 2015 llega al Deportivo Independiente Medellín como director deportivo de las divisiones menores y entrenador de la categoría Sub-20, con la cual logra un título de Categoría Juvenil B en el 2016.
El 8 de junio de 2017 es confirmado como nuevo director técnico del plantel profesional del Deportivo Independiente Medellín para enfrentar la Copa Sudamericana, Liga Águila y Copa Águila. Sin embargo, 24 horas después es relegado de su cargo como Director Técnico, y se le es asignado el cargo de Asistente Técnico del profesor Juan José Peláez.

## Formación Académica
Hernando Fabio Martínez es Licenciado en Educación Física de la Universidad de Antioquia, además, cuenta con un Postgrado en la Universidad de Santander.

## Clubes

### Como jugador
| Club          | País     | Año         |
| ------------- | -------- | ----------- |
| Envigado F.C. | Colombia | 1995 - 1997 |

### Como entrenador
| Club                                                 | País     | Año         |
| ---------------------------------------------------- | -------- | ----------- |
| Deportes Tolima (Inferiores)                         | Colombia | 2013 - 2014 |
| Deportivo Independiente Medellín (Inferiores)        | Colombia | 2015 - 2017 |
| Independendiente Medellín(Como entrenador)           | Colombia | 2017        |
| Deportivo Independiente Medellín (Asistente Técnico) | Colombia | 2017        |

## Palmarés

### Como entrenador
| Título                                       | Club                                          | País     | Año  |
| -------------------------------------------- | --------------------------------------------- | -------- | ---- |
| Torneo Nacional de Fútbol (Categoría Sub-20) | Deportes Tolima (Inferiores)                  | Colombia | 2013 |
| Categoría Juvenil B                          | Deportivo Independiente Medellín (Inferiores) | Colombia | 2016 |